# Izidor Mormăilă
Izidor Mormăilă (n. 1874, Șimand, județul Arad – d. 1943, Șimand, județul Arad) a fost un deputat în Marea Adunare Națională de la Alba Iulia, organismul legislativ reprezentativ al „tuturor românilor din Transilvania, Banat și Țara Ungurească”, cel care a adoptat hotărârea privind Unirea Transilvaniei cu România, la 1 decembrie 1918 :p. 90.

## Biografie
A urmat șase clase primare, fiind agricultor, dar și membru al Partidului Național Român :p. 90.  

## Activitatea politică
Ca deputat în Adunarea Națională din 1 decembrie 1918 a fost delegat al Cercului electoral Sântana din județul Arad :p. 90.	